# Прапор Олександрії
Пра́пор Олександрії — муніципальний символ міста, впроваджений у широкий обіг у 2000-х роках.

## Історія
Затверджений рішенням N326 24-ї сесії міської ради від 31 жовтня 2003 року.
Автор — Ніколенко Степан Федорович.

## Опис
У квадратному полотнищі основою до древка розташований жовтий трикутник з малиновим лапчатим хрестом у центрі. Решта полотнища розділена на дві рівновеликі горизонтальні частини: верхня — малинова, нижня — зелена.